# Blooms Corda
Blooms Corda — український музичний гурт, створений Данилом Галиком 2014 року.
Особливістю гурту є поєднання самобутньої фанкової,⁣ навколоджазової музики разом із поетичними українськомовними текстами. Критики неодноразово визнавали Blooms Corda як один із найоригінальніших та найцікавіших гуртів незалежної музичної сцени України, а альбоми гурту мали високі позиції у рейтингах музичних ЗМІ.

## Історія
2015 року гурт записав перший дебютний альбом Monodance, а 2016 року випустив нову повноформатну платівку — Gigotosia.
28 жовтня 2018 року гурт презентував третій повноформатний альбом Fog Lavender.
На тлі вторгнення Російської Федерації в Україну «Blooms Corda» став учасником благодійного музичного збірника «За Україну». Альбом був створений для демонстрації єдності та різноманітності сучасної української музики, хоча його головна мета — зібрати кошти для місцевих гуманітарних організацій для допомоги країні та її народу. 100 % прибутку, отриманого у цьому проєкті, повністю піде на гуманітарну допомогу[джерело?].
10 червня 2022 року гурт презентував новий студійний альбом Найдорожчі речі у світі, до якого ввійшло десять треків: частина записана до, а частина — під час повномасштабного вторгнення.
19 квітня 2024 року «Blooms Corda» випустили новий «синій»[що це?] альбом «Дощ іде, але сонце світить». Платівка складається з 11 пісень, які були записані на домашній студії впродовж 2023—2024 років. Головною темою релізу став час у його різних проявах.

## Дискографія
- 2014 — 7 Pisen
- 2015 — Monodance
- 2015 — Monodance Bonus Tracks (EP)
- 2016 — Gigotosia
- 2018 — Fog Lavender
- 2020 — «Форель» (сингл)
- 2020 — Sottoportico (EP)
- 2022 — «Найдорожчі речі у світі»
- 2024 — «Дощ іде, але сонце світить»

## Склад
- Данило Галико — вокал, гітара, губна гармошка, автор пісень
- Андрій Палій — ударні
- Олексій Петренко — бас-гітара
- Ольга Шурова — вокал, клавішні, перкусія
- Назар Вачевський — саксофон, кларнет